# Romain Valla
Romain Valla (1976) è un ex sciatore alpino francese.

## Biografia
Valla debuttò in campo internazionale ai Mondiali juniores di Lake Placid 1994; in Coppa Europa esordì il 9 gennaio 1995 a Serre Chevalier in slalom gigante (37º), ottenne il miglior piazzamento l'8 gennaio 1999 a Kranjska Gora in slalom speciale (6º) e prese per l'ultima volta il via il 15 marzo 2003 a Piancavallo nella medesima specialità, senza completare la prova. Si ritirò al termine della stagione 2003-2004 e la sua ultima gara fu lo slalom speciale dei Campionati francesi 2004, disputato il 20 marzo a Les Carroz/Flaine e chiuso da Valla al 17º posto; in carriera non debuttò in Coppa del Mondo né prese parte a rassenge olimpiche o iridate.

## Palmarès

### Coppa Europa
- Miglior piazzamento in classifica generale: 46º nel 1999

### Campionati francesi
- 1 medaglia:
  - 1 bronzo (slalom speciale nel 2003)